# スタッビー・クラップ
スタッビー・クラップ（Richard Keith "Stubby" Clapp、1973年2月24日 - ）は、カナダ連・オンタリオ州ウィンザー出身の元プロ野球選手（二塁手）。右投両打。現在は、MLBのセントルイス・カージナルスで一塁コーチを務める。

## 経歴

### 現役時代
1996年のMLBドラフト36巡目（全体1058位）でセントルイス・カージナルスから指名され、プロ入り。
2001年6月18日にメジャーデビューを果たした。
2004年にはアテネオリンピックの野球カナダ代表に選出された。
2005年までトロント・ブルージェイズ傘下のAAA級などでプレーしていた。
2006年には同年から開催されたワールド・ベースボール・クラシック(WBC)のカナダ代表に選出された。
2008年は北京五輪の野球カナダ代表に選出された。
2009年3月には第2回WBCに選出されている。

### 引退後
2011年にヒューストン・アストロズの傘下のマイナーリーグでコーチに就任した。
2012年に退任した。9月11日に第3回WBC予選のカナダ代表が発表され、打撃コーチを務めることとなった。
2013年1月17日に第3回WBC本戦のカナダ代表が発表され、打撃コーチを務めることとなった。
2015年7月に2015年パンアメリカン競技大会の男子野球カナダ代表コーチを務めた。
2017年よりカージナルス傘下のAAA級メンフィス・レッドバーズの監督に就任し、この年はパシフィックコーストリーグの最優秀監督賞に輝いた。
2019年シーズンからはカージナルスの一塁コーチに就任する。

## 選手としての特徴
スピードと小技を併せ持ち、内外野どこでも守れるユーティリティープレーヤーだった。

## 詳細情報

### 年度別打撃成績
| 年 度    | 球 団    | 試 合 | 打 席 | 打 数 | 得 点 | 安 打 | 二 塁 打 | 三 塁 打 | 本 塁 打 | 塁 打 | 打 点 | 盗 塁 | 盗 塁 死 | 犠 打 | 犠 飛 | 四 球 | 敬 遠 | 死 球 | 三 振 | 併 殺 打 | 打 率 | 出 塁 率 | 長 打 率 | O P S |
| -------- | -------- | ----- | ----- | ----- | ----- | ----- | -------- | -------- | -------- | ----- | ----- | ----- | -------- | ----- | ----- | ----- | ----- | ----- | ----- | -------- | ----- | -------- | -------- | ----- |
| 2001     | STL      | 23    | 26    | 25    | 0     | 5     | 2        | 0        | 0        | 7     | 1     | 0     | 0        | 0     | 0     | 1     | 0     | 0     | 7     | 0        | .200  | .231     | .280     | .511  |
| MLB：1年 | MLB：1年 | 23    | 26    | 25    | 0     | 5     | 2        | 0        | 0        | 7     | 1     | 0     | 0        | 0     | 0     | 1     | 0     | 0     | 7     | 0        | .200  | .231     | .280     | .511  |

### 年度別守備成績
二塁守備
| 年 度 | 球 団 | 二塁（2B） | 二塁（2B） | 二塁（2B） | 二塁（2B） | 二塁（2B） | 二塁（2B） |
| 年 度 | 球 団 | 試 合      | 刺 殺      | 補 殺      | 失 策      | 併 殺      | 守 備 率   |
| ----- | ----- | ---------- | ---------- | ---------- | ---------- | ---------- | ---------- |
| 2001  | STL   | 4          | 1          | 6          | 0          | 0          | 1.000      |
| MLB   | MLB   | 4          | 1          | 6          | 0          | 0          | 1.000      |

左翼守備
| 年 度 | 球 団 | 左翼（LF） | 左翼（LF） | 左翼（LF） | 左翼（LF） | 左翼（LF） | 左翼（LF） |
| 年 度 | 球 団 | 試 合      | 刺 殺      | 補 殺      | 失 策      | 併 殺      | 守 備 率   |
| ----- | ----- | ---------- | ---------- | ---------- | ---------- | ---------- | ---------- |
| 2001  | STL   | 4          | 3          | 0          | 0          | 0          | 1.000      |
| MLB   | MLB   | 4          | 3          | 0          | 0          | 0          | 1.000      |

### 背番号
- 29（2001年）
- 11（2019年）
- 82（2020年 - ）

### 代表歴
- アテネオリンピック野球カナダ代表
- 2006 ワールド・ベースボール・クラシック・カナダ代表
- 北京オリンピック野球カナダ代表
- 2009 ワールド・ベースボール・クラシック・カナダ代表

### 代表でのコーチ歴
- 2013 ワールド・ベースボール・クラシック・カナダ代表
- 2015年パンアメリカン競技大会男子野球カナダ代表